# Канава (Свердловская область)
Канава (Ушаковская Канава) — посёлок в Свердловской области России. Входит в состав муниципального образования «город Нижний Тагил». Бывшая станция Висимо-Уткинской узкоколейной железной дороги.

## Население
| 2002 | 2010 |
| ---- | ---- |
| 10   | ↗13  |

## География
Посёлок Канава расположен на Урале, в низине Уральских гор неподалёку от Черноисточинского пруда на старом канале Ушковская Канава, соединяющем Верхний пруд реки Чёрной с большим Черноисточинским прудом, которая идёт параллельно речке Чёрная и была построена ещё при Демидовых. Посёлок находится к северо-западу от Екатеринбурга, в 20 километрах к юго-юго-западу от Нижнего Тагила (по шоссе — в 24 километрах), возле большого посёлка Черноисточинска, в 1 километре к западу от него.

## История
Посёлок был основан при строительстве в 1848 году крепостным К. К. Ушковым «самотечного» водопроводного канала Ушаковская Канава, который прекрасно сохранился до наших дней и продолжает работать поныне.
До 2008 года в посёлке находилась станция Канава Висимо-Уткинской узкоколейной железной дороги, которая в настоящее время демонтирована.

## Инфраструктура
Все объекты инфраструктуры находятся в соседнем Черноисточинске. В самом посёлке Канава есть одноимённая база отдыха.